# Turnersee
Le Turnersee est un lac autrichien d'une superficie de 44 ha qui se trouve dans le land de la Carinthie sur le territoire de la municipalité de Sankt Kanzian am Klopeiner See.

## Source de la traduction
- (de) Cet article est partiellement ou en totalité issu de l’article de Wikipédia en allemand intitulé « Turnersee » (voir la liste des auteurs).